# Eusterinx rufula
Eusterinx rufula är en stekelart som först beskrevs av Léon Abel Provancher 1879.  Eusterinx rufula ingår i släktet Eusterinx och familjen brokparasitsteklar. Inga underarter finns listade i Catalogue of Life.